# Ove Berg
Kjell Ove Berg, född 27 maj 1944, är en svensk före detta medeldistanslöpare. Som ung skogsarbetare var modersklubben Alfta GIF. Han tävlade för Alfta GIF och Hofors AIF.
Berg vann SM på 800 meter 1968 och 1969.